# ГЕС Астон
ГЕС Aston (фр. Астон) — гідроелектростанція на півдні Франції. Розташована між ГЕС Merens (вище по течії) та ГЕС Ferrieres, входить до каскаду ГЕС на Ар'єж (права притока Гаронни), що дренує північний схил Піренеїв неподалік кордону з Андоррою. Одночасно, становить нижній ступінь у гідровузлі на річці Астон, яка є лівою притокою Ар'єж.
Ресурс до машинного залу подається через два дериваційні тунелі:
- довжиною 20 км від нижнього балансуючого резервуару ГЕС Merens. Окрім відпрацьованої останньою води, до резервуара надходить ресурс із розташованого поряд водозабору на Ар'єж, тоді як тунель на своєму шляху поповнюється із восьми водозаборів на лівих притоках цієї ж річки;

- водосховища Riète, створеного на Aston після ГЕС Laparun. Цю водойму об'ємом 0,8 млн м3 утримує бетонна аркова гребля висотою 37 метрів, довжиною 130 метрів та товщиною від 2 до 5 метрів, на спорудження якої пішло 9 тис. м3 матеріалу. При цьому до сховища Riète надходить додатковий ресурс із двох водозаборів на лівих притоках Aston, а до тунелю — ще з одного водозабору на правій притоці[1][2].

Обидва тунелі сходяться поблизу машинного залу, розташованого в долині Астон неподалік від її впадіння в Ар'єж. Загальна довжина тунелів системи складає 29 км, крім того, на завершальному етапі прокладено два напірні водогони довжиною по 1 км. Така схема створює напір у 510 метрів.
Машинний зал станції обладнаний турбінами типу Пелтон: двома потужністю по 30 МВт та двома по 22 МВт. У сукупності вони забезпечують виробництво 337 млн кВт·год електроенергії (за іншими даними — 392 млн кВт·год).